# Escuts i banderes de l'Alt Penedès
Els escuts i banderes de l'Alt Penedès són el conjunt de símbols que representen els municipis d'aquesta comarca.
En aquest article s'hi inclouen els escuts i les banderes oficialitzats per la Generalitat des del 1981, concretament per la Conselleria de Governació, que n'ostenta la competència.
Pel que fa als escuts comarcals, cal dir que s'han creat expressament per representar els Consells i, per extensió, són el símbol de tota la comarca. Malgrat que en el cas de l'Alt Penedès això no ha estat així i no disposa de cap emblema oficial per al consell comarcal.
L'únic municipi sense escut ni bandera oficials a la comarca de l'Alt Penedès és Sant Quintí de Mediona.

## Escuts oficials

Avinyonet del Penedès Aprovat l'11 d'abril del 2003.
les Cabanyes Aprovat el 3 de setembre de 1998.
Castellet i la Gornal Aprovat el 15 de novembre de 1991.
Castellví de la Marca Aprovat el 6 d'abril de 1999.
Font-rubí Aprovat el 31 de gener de 1983.
Gelida Aprovat el 7 de juliol de 1983.
la Granada Aprovat el 23 d'agost de 1993.
Mediona Publicat al DOGC el 20 de març de 2007.
Olesa de Bonesvalls Aprovat el 29 de gener de 1990.
Olèrdola Aprovat l'11 de novembre de 1992.
Pacs del Penedès Aprovat el 15 de març de 1984.
el Pla del Penedès Aprovat el 28 d'octubre del 2003.
Pontons Aprovat el 3 d'octubre de 1989.
Puigdàlber Aprovat el 30 de gener de 1997.
Sant Cugat Sesgarrigues Aprovat l'1 d'octubre de 1993.
Sant Llorenç d'Hortons Aprovat el 5 de juliol del 2001.
Sant Martí Sarroca Aprovat el 22 de setembre de 1989.
Sant Pere de Riudebitlles Aprovat el 13 de novembre de 1995.
Sant Sadurní d'Anoia Aprovat l'11 de maig de 1990.
Santa Fe del Penedès Aprovat l'11 de maig de 1994.
Santa Margarida i els Monjos Aprovat el 9 d'abril de 1987.
Subirats Aprovat el 12 de juliol de 1988.
Torrelavit Aprovat el 5 de febrer del 2002.
Torrelles de Foix Aprovat el 15 de setembre de 1992.
Vilafranca del Penedès Aprovat el 21 de març de 1985.
Vilobí del Penedès Aprovat el 25 de juliol de 1991.

## Banderes oficials

Castellet i la Gornal Publicada al DOGC el 30 de juny de 1993.
Castellví de la Marca Publicada al DOGC el 13 de febrer de 2001.
Font-rubí Publicada al DOGC el 14 de maig de 1991.
Gelida Publicada al DOGC el 22 d'octubre de 1993.
la Granada Publicada al DOGC el 6 de febrer de 2001.
Mediona Publicada al DOGC el 12 de juny de 2008.
Olesa de Bonesvalls Publicada al DOGC el 10 de juliol de 1991.
Olèrdola Publicada al DOGC el 15 de març de 2004.
el Pla del Penedès Publicada al DOGC el 14 de setembre del 2005.
Puigdàlber Publicada al DOGC el 10 d'agost de 2000.
Sant Pere de Riudebitlles Aprovada el 20 de novembre del 1997.
Santa Fe del Penedès Publicada al DOGC el 12 de juny de 1995.
Santa Margarida i els Monjos Publicada al DOGC el 15 de març de 2004.
Subirats Publicada al DOGC el 13 d'agost de 1990.
Torrelavit Publicada al DOGC el 22 de juliol de 2003.
Torrelles de Foix Publicada al DOGC el 3 de juliol del 1997.
Vilobí del Penedès Aprovada el 15 de maig de 1992.